# Ondřej Pavelec
Ondřej Pavelec, född 31 augusti 1987 i Kladno i Tjeckoslovakien, är en tjeckisk professionell hockeyspelare som tidigare spelat Atlanta Trashers, Winnipeg Jets och New York Rangers i NHL. I Rangers delade han på uppdraget som målvakt ihop med Henrik Lundqvist.
Pavelec valdes av Atlanta Thrashers som 41:a spelare totalt i 2005 års NHL-draft. Han har vunnit meriter som QMJHL First All-Star Team, QMJHL All-Rookie Team och AHL Calder Cup.

## Klubbar
- Tjeckien HC Kladno 2002–2005
- Kanada Cape Breton Screaming Eagles 2005–2007
- USA Chicago Wolves 2007–2009
- USA Atlanta Thrashers 2009–2011
- Kanada Winnipeg Jets 2011–2017
- USA New York Rangers 2017-2018